# أليكس فيراري
أليكس فيراري (بالإيطالية: Alex Ferrari)‏ (1 يوليو 1994 مودينا إيطاليا - ) هو لاعب كرة قدم إيطالي يلعب كمدافع.

## روابط خارجية
- أليكس فيراري على موقع الاتحاد الأوربي (الإنجليزية)
- أليكس فيراري على موقع قاعدة بيانات كرة القدم.إي يو (الإنجليزية)
- أليكس فيراري على موقع Soccerway.com (الإنجليزية)
- أليكس فيراري على موقع عالم كرة القدم.نت (الإنجليزية)
- أليكس فيراري على موقع AS.com (الإسبانية)